# Petar Trbojević
Petar Trbojević (serbisch-kyrillisch Петар Трбојевић; * 9. September 1973 in Niš, Jugoslawien) ist ein ehemaliger serbischer Wasserballspieler. Mit der Mannschaft von Serbien und Montenegro und mit der serbischen Nationalmannschaft gewann er bei Olympischen Spielen je eine Silber- und Bronzemedaille. Bei Weltmeisterschaften erkämpfte er je einmal Gold, Silber und Bronze. Hinzu kamen zwei Goldmedaillen sowie eine Silbermedaille bei Europameisterschaften.

## Karriere
Der 1,97 Meter große Petar Trbojević spielte bis 1996 bei VK Partizan Belgrad, 1995 war er mit dem Team Meister von Serbien und Montenegro. Nach drei Jahren und zwei griechischen Meistertiteln mit NC Vouliagmeni wechselte Trbojević für zwei Jahre bei CN Atlètic-Barceloneta mit dem Meistertitel 2001. Von 2001 bis 2004 war er bei Olympiakos SFP und gewann drei griechische Meistertitel. Bis 2009 gewann er dann noch vier spanische Meistertitel mit Barceloneta. Seine aktive Laufbahn beendete er 2013 bei VK Budva in Montenegro.
Mit der Studentenauswahl von Serbien und Montenegro gewann Petar Trbojević 1995 die Goldmedaille bei der Universiade in Fukuoka. Ab 1996 spielte er auch in der Nationalmannschaft. Bei den Olympischen Spielen in Atlanta unterlag die Mannschaft im Viertelfinale den Kroaten mit 6:8. In der Platzierungsrunde unterlagen die Serben zweimal und wurden Achte. Trbojević erzielte sechs Treffer. 1997 gewann die Mannschaft bei den Mittelmeerspielen in Bari im Finale gegen die Kroaten. Zwei Monate später erreichte die Mannschaft aus Serbien und Montenegro mit Siegen über Spanien und Kroatien das Finale bei der Europameisterschaft in Sevilla. Im Finale siegten die Ungarn mit 3:2. Im Jahr darauf bei der Weltmeisterschaft 1998 in Perth unterlag die Mannschaft aus Serbien und Montenegro im Halbfinale den Spaniern mit 3:5. Mit einem 9:5 gegen Australien im Spiel um Bronze erreichte die Mannschaft noch die Medaillenränge. Trbojević warf sechs Turniertore. Bei den Olympischen Spielen 2000 in Sydney gewann die Mannschaft ihre Vorrundengruppe vor Kroaten und Ungarn. Nach einem Viertelfinalsieg über die Australier verlor die Mannschaft das Halbfinale gegen die Ungarn mit 7:8. Im Spiel um Bronze siegte das Team mit 8:3 gegen Spanien. Trbojević warf im Turnierverlauf neun Tore, darunter fünf im Halbfinale.
2001 bei der Europameisterschaft in Budapest besiegten die Jugoslawen im Viertelfinale die Spanier, im Halbfinale die Kroaten und im Finale die Italiener. Einen Monat später bei der Weltmeisterschaft in Fukuoka gewannen die Jugoslawen das Halbfinale gegen die Russen. Im Finale unterlagen sie den Spaniern mit 2:4. Bei den Olympischen Spielen 2004 in Athen belegte die Mannschaft aus Serbien und Montenegro in der Vorrunde den zweiten Platz hinter den Ungarn, den direkten Vergleich gewannen die Ungarn mit 6:4. Mit einem 7:5 über Spanien und einem 7:3 gegen Griechenland erreichte die Mannschaft aus Serbien und Montenegro das Finale. Dort verlor sie mit 7:8 gegen die Ungarn. Trbojević warf sieben Turniertore. 2005 nahm die Mannschaft aus Serbien und Montenegro letztmals gemeinsam an einem Turnier teil. Bei der Weltmeisterschaft in Montreal besiegte das Team im Halbfinale die Kroaten mit 5:4 und im Finale die Ungarn mit 8:7. Nach der Unabhängigkeit Montenegros war Serbien 2006 Gastgeber der Europameisterschaft in Belgrad. Die serbische Nationalmannschaft gewann ihre Vorrundengruppe und bezwang im Halbfinale die Rumänen mit 13:6. Im Finale siegten die Serben mit 9:8 gegen Ungarn.